# Vytautas Žiūra
Vytautas Žiūra (ur. 11 maja 1979 w Wilnie) – austriacki piłkarz ręczny pochodzenia litewskiego, reprezentant Austrii, środkowy rozgrywający. Obecnie występuje w Aon Fivers Margareten.

## Sukcesy
- puchar Austrii (2009)
- mistrzostwo Austrii (2011)